# История на Монако
Историята на Монако преминава през редица периоди.
Районът е населен от незапомнени времена и преживява финикийска и гръцка колонизация, римска и франкска власт. От ХІ в. попада под влиянието на Генуезката република. Основателят на княжеството (по-точно е да се нарича принцство) Франческо Грималди е тъкмо от там. Неговата земя има стратегическа важност заради известната скала (la roche), на която се намира най-старото селище. Над нея сменят своя протекторат испанци, французи и савойци, за да се стигне в днешно време до независимата държава Монако, все още управлявана от рода Грималди.

## Ранна история
Изглежда, че Скалата е привличала посетители още от късния Палеолит (около 300 000 г. пр. н. е.). Следи от праисторически хора са открити в една от нейните пещери. Първите заселници са живели на това място преди 30 000 години. В следващите хилядолетия не е известно там да са се установявали други общности, чак до края на старата ера. Приблизително през 2000 г. пр. н. е. от планините се спускат групи от племето лигури и стават първите хора, които трайно установяват в района своето местоживеене. Споменати са от автори като Страбон и Диодор Сицилийски. Въпросът кога се е появило първото селище обаче остава неизяснен. Според легендите това е дело на самия Херакъл. Когато се връщал от Испания той се спрял на скалата и построил храм. Затова най-ранното латинско име на селището е Портус Херкулес Монойки (тоест с един храм), а от последната дума произлиза днешното Монако.
През Х в. пр. н. е. там вече съществува финикийска колония. Тя остава около два века, когато е заменена от гръцка. Мястото контролира търговията в целия регион, затова стремежът на различни народи да го притежават е съвсем естествен. През ІІ в. след гърците идват римляните. Те включват Монойкос в провинцията Приморски Алпи и прекарват през него важния път Виа Юлия. Около пет века той служи за връзка между италианските и галските владения на Римската империя.

## Идването на Грималди
След рухването на Римската империя лигурското крайбрежие попада под властта на различни варварски държави. Няколко арабски нашествия водят до обезлюдяването му. През ІХ в. се оказва в ръцете на графа на Прованс, който отблъква нашествениците. Повторното заселване на Скалата обаче се случва през ХІ в. и е свързано с действията на Генуа. Републиката изпраща колонисти и издейства от германския император Фридрих I Барбароса признание за властта си по този бряг. На 10 юни 1215 г. един от привържениците на императора – Фулко дел Касело – обявява Скалата за автономно сеньорство и започва строежа на крепост с четири бойни кули. Въпреки че над нея Генуа създава свой протекторат, тази дата се счита за начало на държавата Монако. В следващите 300 години селището става обект на ожесточени борби между Гвелфи (привържениците на папата) и Гибелини (привържениците на германския император). На 2 януари 1297 г. за първи път там се установяват владетели от гвелфския род Грималди. Начело на малка армия Франческо Грималди превзема крепостта и се обявява за неин сеньор.
След прекъсване от 1301 до 1331 г. Грималди се връщат на власт. Това прави Карло І Грималди и оттогава нататък властта на рода става по-стабилна. Той се ползва с подкрепата на Франция, войски от Монако участват в походите на френските крале, включително и в известната битка при Креси от Стогодишната война. Сеньор Рение ІІ (1363 – 1407) разширява владенията си върху Ментон и други близки градчета.

## Борба за оцеляване и чужди протекторати
Историята на Монако през ХV в. е белязана от непрекъснатите опити на по-големи сили да го поставят под властта си: Генуа, Савойското и Миланското херцогство. Сеньор Жан І (1427 – 1454), син на Рение ІІ, успява да издейства протектората на Флорентинската република (1448), а след това отстъпва Ментон на Савоя, за сметка на което получава признание за правото си да управлява Монако. Това не е край на спора. Подобен договор, но с известни корекции, е сключен и през 1489 г. По времето на Люсиен І (1505 – 1523) 14 000 генуезци обсаждат града, който смятат за своя законна територия. Трябва обаче да се оттеглят безславно, тъй като през изминалите столетия крепостта на Грималди е станала почти непревземаема. Междувременно е извоювано ново важно признание. На два пъти френският крал Луи ХІІ признава независимостта на Монако (1498 и 1507) и се ангажира да не позволи никой да я отнеме. Франсоа I обаче не мисли така и влиза в съюз с Генуа. Тъкмо генуезците през 1523 г. организират убийството на Люсиен. Неговият наследник Оноре І се съюзява с Карл V срещу френския крал. Монако се оказва заплетено в Италианските войни. Така се стига до подписването на договора от Тордесиляс (1524), с който то приема протектората на новата велика сила в региона – Испания.
Периодът на испански протекторат носи сериозни финансови задължения на Монако. Малката държава е длъжна изцяло да издържа гарнизона, оставен за нейна защита. Той обаче осигурява спокойствие, характерно за цялото управление на новия владетел – Оноре І (1523 – 1581). През 1619 г. Испания признава официално титлата принц на владетеля, както и правото да се предава по наследство.
Най-значимият принц от ХVІІ в. е Оноре ІІ (1604 – 1662). Управлението му започва с регентство на неговия чичо, но откакто поема сам властта, той ориентира страната си към съюз с Франция. Води преговори с първия министър кардинал Ришельо и през 1642 г. е приет тържествено в Париж. Французите му отстъпват земи в Оверн и Прованс, включително херцегство Валентиноа. Луи XIV става кръстник на неговия син, бъдещия принц Луи I. Под влияние на френския барок в Монако се строят нови красиви сгради, преустроен е и дворецът, събрана е огромна колекция от картини. Тази тенденция се разгръща още повече при Луи І (1662 – 1701). Този принц на Монако е верен съюзник на Краля-слънце. Неговата конница се бие на страната на французите през Холандската война, а през 1698 г. той става френски пратеник при папата. Успява да го убеди да застане на френска страна по време на кризата, предшестваща Войната за испанското наследство.
Принц Антоан (1701 – 1731) се оказва последният представител на пряката линия на Грималди. В началото на царуването му малкото принцство е заплашено от савойския херцог Виторио-Амедео II, който се възползва от трудностите пред Франция през Войната за испанското наследство. Наследен е от дъщеря си Луиз-Иполит, която скоро ражда момче и го обявява за следващ принц. Това е Оноре ІІІ (1731 – 1793). С него започва управление на рода Матиньон (на баща му Жак-Франсоа дьо Матиньон), но официално принцовете продължават да се наричат Грималди. Това положение се запазва и до днес.

## Революцията и Сардинският протекторат
Началото на Френската революция през лятото на 1789 г. поставя съществуването на Монако под въпрос. Първото посегателство срещу неговите земи се случва на 4 август същата година, когато Учредителното събрание премахва феодалните права. С това владенията на Оноре ІІІ в различни краища на кралството са отнети. Впоследствие събранието оценява загубите му и приема решение да му бъдат заплатени (по този повод е подписан Перонският договор), но след обявяването на републиката през 1792 г. решението е обезсилено. Скоро това се оказва най-малкият проблем за принца. В самата му държава се появява партия, повлияна от идеите на революцията. През януари 1793 г. тя поема властта и създава Национално събрание, искайки премахването на династията Грималди. Оноре ІІІ е арестуван (после му е позволено да емигрира) и на 15 февруари Франция анексира принцството. Град Монако получава името Порт Еркюл.
Положението се запазва без промени до края на Наполеоновата империя. През 1814 г. Монако се възстановява като държава под френски протекторат в старите си граници. Стоте дни и новото поражение на Наполеон довеждат до там, че този път протекторатът е даден на Сардинското кралство (наследник на Савойското херцогство). През 1817 г. отношенията на Монако със Сардиния са официално уредени.
Принц става Оноре ІV (1814 – 1819), син на детронирания (и починал в изгнание) Оноре ІІІ. Той не успява да поправи разбитите финанси на държавата. С това се заема Оноре V (1819 – 1841). Неговите строги финансови мерки и увеличението на данъците пробуждат недоволство и демонстрации на населението. Брат му Флорестан І, който го наследява, смекчава данъчната политика. С помощта на своята умна и волева съпруга Каролина той се справя с кризата. Тогава започват революциите от 1848 г. и Монако не остава извън тях. Флорестан е арестуван, властта поемат гражданите. В Ментон и Рокбрюн се надига движение за независимост. През 1849 г. устремът към свобода и равенство утихва и принцът е възстановен на престола. Мантон и Рокбрюн обаче се откъсват завинаги от властта му и приемат върховенството на сардинския крал. Монако загубва 90% от територията си.
През 1860 г. Сардиния отстъпва на Франция областите Савоя и Ница, включително земите около Монако. Виторио-Емануеле ІІ, който вече се нарича крал на Италия, извежда войниците си от княжеството. Протекторатът на Сардиния приключва.

## Монако от 1860 до 1945 г.
На 2 февруари 1861 г. тогавашният император на Франция Наполеон III подписва договор с принц Шарл III (1856 – 1889), според който Монако се отказва от Ментон и Рокбрюн в нейна полза, а тя плаща 4 млн. франка и признава независимостта му. Драстичното намаление на земите на страната довежда до нова финансова криза. Налага се Шарл ІІІ да предприеме специални мерки за насърчаване на търговията, да влезе в митнически съюз с Франция, да издейства преминаването на железопътна линия. Той насърчава туризма и в началото на ХХ в. Монако се посещава от над 1 млн. туристи годишно. 52 хотела заработват на територията му. Открито е и казиното в Монте Карло, както и опера. Резултатите са замайващи. Принцството отбелязва забележителен икономически прогрес и постепенно се превръща в една от най-процъфтяващите държави в Европа.
Управлението на Албер I (1889 – 1922) се характеризира със засилване на тези тенденции. Освен това този принц се прочува с научните си интереси в областта на океанографията и палеонтологията. През 1911 г. той оповестява конституция, която запазва голяма власт за принца, но все пак ограничена от един Национален съвет. Тя действа само три години. Отменена е със започването на Първата световна война. През нея Монако запазва неутралитет, но е принудено да подпише конвенция за съдействие с Франция. Синът на принца Луи служи във френската армия и достига чин генерал. Той става принц през 1922 г. под името Луи II и превръща Монако в световноизвестен туристически и финансов център.

## Съвременно Монако
Историята на Монако след Втората световна война се свързва най-вече с името на Рение III (1949 – 2005). Този принц утвърждава страната като туристическа дестинация, казиното в Монте Карло привлича множество богаташи и филмови звезди и осигурява 5% от доходите. Монако става синоним на скъп и елитен град. Той се възползва максимално от протектората на Франция, като не поддържа въоръжени сили, а участва свободно в общия пазар на Европейския съюз. През 1963 г. се подписва нова конвенция с Франция, заменена през 2002 г. от по-обстоен договор. От 1993 г. принцството участва в ООН, а междувременно изпраща посланици в няколко европейски държави (Франция, Италия, Белгия, Испания и Ватикана). През 2002 г. конституцията е преработена, като свива правата на принца за сметка на представителните институции.
Рение ІІІ е известен най-вече с това, че се жени за популярната американска актриса Грейс Кели. Запознават се през 1955 г. на фестивала в Кан и само година по-късно се женят. Историята предизвиква нестихващия интерес на пресата и световната общественост в продължение на години. Семейството има три деца, едно от които е Албер II – днешният принц на Монако.